# Alen Škoro
Alen Škoro (* 30. März 1981 in Sarajevo) ist ein ehemaliger bosnischer Fußballspieler.
Seine fußballerische Laufbahn begann Škoro in Sarajevo. Er spielte eine Saison lang für seinen Jugendverein FK Sarajevo und wechselte im Jahr 2000 ablösefrei zu Olimpija Ljubljana. Ein Jahr darauf wurde er ins Ausland zu Olympique Marseille verliehen, konnte dort jedoch nicht überzeugen und wurde weiter verliehen zu Servette Genf. Auch dort kam er wenig zum Einsatz und so wechselte er in der Saison 2003/04 wieder zurück in seine Heimat zum FK Sarajevo. Von 2004 bis 2007 spielte Škoro für den Grazer AK. Ab Sommer 2007 bis Ende 2008 war er für den NK Rijeka im Einsatz. Zur Rückrunde 2008/2009 wechselte Škoro zum polnischen Erstligisten Jagiellonia Białystok. Bereits im März 2009 wechselte er wieder zu seinem Stammverein FK Sarajevo. Dort blieb er bis Sommer 2010, ehe er sich dem mexikanischen Klub Querétaro Fútbol Club anschloss. Ende 2010 wurde sein Vertrag nicht verlängert. Er war ein Jahr ohne Verein, als er sich Anfang 2012 Austria Klagenfurt anschloss. Ende des Jahres beendete er seine Laufbahn.
Alen Škoro hat 10 Einsätze in der bosnischen Nationalmannschaft zu Buche stehen.

## Erfolge
- Bosnischer Meister (1999)
- Torschützenkönig der Bosnischen Liga (2004)